# Société académique du Boulonnais
La Société académique du Boulonnais, située à Boulogne-sur-Mer et fondée le 27 mai 1864, est une société savante qui a pour objectif de s'occuper des arts et des lettres.

## Localisation
La Société académique a ses bureaux situés au no 52 rue Bras-d'Or à Boulogne-sur-Mer.

## Historique

### 1796, Société d'agriculture, du commerce et des sciences
En 1796 est fondée, à Boulogne-sur-mer, la Société d'agriculture, du commerce et des sciences. Celle-ci est tournée vers l'agriculture.

### 1864, Société académique de l'arrondissement de Boulogne-sur-Mer
Le projet de la fondation de la Société académique de l'arrondissement de Boulogne débute en 1863 par la création d'une commission préparatoire de 6 membres sous la présidence du sous-préfet de Boulogne-sur-Mer M. de Boyer de Sainte-Suzanne. La première séance se tient le 14 janvier 1863 dans une salle de l'hôtel de la sous-préfecture. Après 10 séances, la rédaction des statuts est terminée le 16 mai 1863. M. de Boyer de Sainte-Suzanne est nommé à la sous-préfecture de Cambrai mais il tient une dernière séance le 24 octobre 1863 où la commission s'adjoint M. Delye, ancien président et secrétaire perpétuel de la Société Dunkerquoise.
Lors de l'assemblée de la commission du 11 avril 1864, le président M. Delye lance un appel au public en faveur de la fondation de la Société, appel qui est reçu favorablement, dont le Maire de Boulogne-sur-Mer qui en accepte le titre de membre honoraire. On compte 54 membres fondateurs.
Le 11 mai 1864, la commission, présidée par M. Delye, est convoquée en assemblée générale, dans la grande salle Eurvin de l'hôtel de ville, afin de former un bureau provisoire, de solliciter auprès de  l'autorité supérieure l'approbation des statuts et l'autorisation de se constituer à titre définitif avec pour devise Labore et Concordia. Le secrétaire nommé est l'abbé Haigneré. Après relecture et modification des statuts, ceux-ci sont consacrés par un vote le 18 mai 1864.
Le préfet du Pas-de-Calais, M. Levert autorise, la création de la Société académique de l'arrondissement de Boulogne-sur-Mer, par un arrêté en date du 27 mai 1864, approuvé par le ministre de l'Interieur le 15 juin 1864.
Le premier bureau de l'année 1864 est constitué de :
- Président : M. Delye ;
- Vice-président : M. H. De Rosny ;
- Secrétaire général : M. L'abbé Daniel Haigneré.
- Secrétaire annuel : M. Platrier ;
- Trésorier : M. Trudin-Roussel ;
- Bibliothécaire-archiviste : M. A. Gérard.

À ce bureau sont adjoints un comité de lecture et un comité de publication.
Le titre de membre honoraire fondateur est décerné à M. de Boyer de Sainte-Suzanne.
Des noms prestigieux font ou feront partie de cette société comme le docteur Duchenne, neurologue, Auguste Mariette, égyptologue, docteur Émile Sauvage, etc.

### 1985, Société académique du Boulonnais
1985, un groupe d'écrivains boulonnais, sous l'impulsion du docteur Jean-Pierre Dickès en compagnie de Daniel Merlier, décide de recréer la société qui porte le nom de Société académique du Boulonnais. Depuis 2021, le président est Philippe Harbart, ancien journaliste boulonnais.

## Publications

### Bulletins
Les bulletins sont des petites communications faites lors des réunions sur des sujets comme l'histoire, la poésie, la paléontologie, la linguistique, l'archéologie etc. :
- Bulletin de la Société académique de l'arrondissement de Boulogne-sur-Mer, t. 3, Boulogne-sur-Mer, Imprimerie veuve Charles Aigre, 1879, 578 p. (lire en ligne).

### Mémoires
Les Mémoires sont des ouvrages entiers sur des sujets littéraires ou historiques :
- Mémoires de la Société académique de l'arrondissement de Boulogne-sur-Mer, tome I, 1864-1865, première édition
  - Quatre cimetières mérovingiens du Boulonnais, D. Haigneré
- Mémoires de la Société académique de l'arrondissement de Boulogne-sur-Mer, tome II, 1866-1867
  - Poissons fossiles des formations secondaires du bas Boulonnais, docteur E. Sauvage
- Mémoires de la Société académique de l'arrondissement de Boulogne-sur-Mer, tome III, 1868-1870
  - Histoire de la pêche à Boulogne-sur-Mer, E. Deseille
- Mémoires de la Société académique de l'arrondissement de Boulogne-sur-Mer, tome IV, 1870-1872
  - Boulogne-sur-Mer au XVIIIe siècle, Edm. Magnier
- Mémoires de la Société académique de l'arrondissement de Boulogne-sur-Mer, tome V, 1872-1878
  - Quelques brachiopodes du dévonien de Ferques, E. Rigaux
- Mémoires de la Société académique de l'arrondissement de Boulogne-sur-Mer, tome VI, 1876-1878
  - Martyrologe des fondations de la cathédrale de Boulogne, A. Lipsin
- Mémoires de la Société académique de l'arrondissement de Boulogne-sur-Mer, tome VII, 1882
  - Registre des recettes et dépenses de la ville de Boulogne-sur-Mer, Edm. Dupont
- Mémoires de la Société académique de l'arrondissement de Boulogne-sur-Mer, tome VIII, 1887
  - L'année boulonnaise, éphémérides, E. Deseille
- Mémoires de la Société académique de l'arrondissement de Boulogne-sur-Mer, tome IX, 1878-1879
  - Introduction à l'histoire du pays boulonnais, notes et documents, E. Deseille
- Mémoires de la Société académique de l'arrondissement de Boulogne-sur-Mer, tome X, 1879
  - Terrier de l'abbaye de Saint-Wulner (1505), E. de Rosny
- Mémoires de la Société académique de l'arrondissement de Boulogne-sur-Mer, tome XI, 1881
  - Dictionnaire topographique de l'arrondissement de Boulogne-sur-Mer, D. Haigneré
- Mémoires de la Société académique de l'arrondissement de Boulogne-sur-Mer, tome XII, 1880
  - Les chartes de thérouanne et de Samer, D. Haigneré
- Mémoires de la Société académique de l'arrondissement de Boulogne-sur-Mer, tome XIII, 1882-1886
  - Cartulaires boulonnais, D. Haigneré
- Mémoires de la Société académique de l'arrondissement de Boulogne-sur-Mer, tome XIV, 188?
  - J.-F. Henry, sa vie, ses travaux, E. Deseille
- Mémoires de la Société académique de l'arrondissement de Boulogne-sur-Mer, tome XV, 1887-1890
  - Les chartes de Licques, D. Haigneré
- Mémoires de la Société académique de l'arrondissement de Boulogne-sur-Mer, tome XVI, 1891-1894
  - Note géologique sur le bas-boulonnais, E. Rigaux
- Mémoires de la Société académique de l'arrondissement de Boulogne-sur-Mer, tome XVII, 1895-1896
  - Dernières œuvres de l'abbé Haigneré. Les doyens du chapitre, etc.
- Mémoires de la Société académique de l'arrondissement de Boulogne-sur-Mer, tome XVIII, 1898
  - Entrevue de François 1er avec Henri VIII à Boulogne-sur-Mer, en 1532, R. P. Hamy
- Mémoires de la Société académique de l'arrondissement de Boulogne-sur-Mer, tome XIX, 1899-1903
  - Marques de potiers gallo-romaines, H.-S. Sauvage
- Mémoires de la Société académique de l'arrondissement de Boulogne-sur-Mer, tome XX, 1900
  - Inventaire des registres du Roy de la sénéchaussée du boulonnais, A. Bernard
- Mémoires de la Société académique de l'arrondissement de Boulogne-sur-Mer, tome XXI, 1901
  - Le patois boulonnais, grammaire, D. Haigneré
- Mémoires de la Société académique de l'arrondissement de Boulogne-sur-Mer, tome XXII, 1903
  - Le patois boulonnais, vocabulaire, D. Haigneré
- Mémoires de la Société académique de l'arrondissement de Boulogne-sur-Mer, tome XXIII, 1904
  - François Pannetier, E.-T. Hamy
- Mémoires de la Société académique de l'arrondissement de Boulogne-sur-Mer, tome XXIV, 1906
  - Chartes du Boulonnais, Roger Rodière
  - La commune de Boulogne en 1415, Rigaux
  - La vie boulonnaise au XVIIIe siècle, E.-T. Hamy
- Mémoires de la Société académique de l'arrondissement de Boulogne-sur-Mer, tome XXV, 1906
  - Essais sur les ducs d'Aumont gouverneurs du Boulonnais 1632-1789, guerre dite du Lustucru, R. P. Hamy
- Mémoires de la Société académique de l'arrondissement de Boulogne-sur-Mer, tome XXVI, 1909
  - Recueil de pièces et documents officiels relatifs à la Légion d'honneur. Notice historique, Alphonse Lefebvre
- Mémoires de la Société académique de l'arrondissement de Boulogne-sur-Mer, tome XXVII, 1912
  - Le livre de la raison des Hibon de la Fresnoye 1552-1778, Roger Rodière
  - Notice sur la Maison-Dieu et M. André Saint-Ladre de la Deverne, aujourd'hui la ferme des pauvres Desvres, G. Deamotte
  - Introduction de l'imprimerie à Boulogne en 1665, Alphonse Lefebvre
  - Enquête faite en 1578 par le M. particulier des eaux et forêts. Documents, A. de Rosny
  - Documents inédits ou rarissimes concernant les sièges de Boulogne 1541-1549, A. de Rosny
- Mémoires de la Société académique de l'arrondissement de Boulogne-sur-Mer, tome XXVIII, 1917
  - Simples notes sur l'Instruction Publique en boulonnais sous l'Ancien Régime, J. Gerrebout
  - Monographie d'Ambleteuse, G. Delamotte
  - Précis des événements qui ont eu lieu à Boulogne depuis la Révolution française par Segoing d'Augis, A. de Rosny
  - Les Scotté auteurs Boulonnais, A. de Rosny
  - Philippe de Crévecœur, maréchal d'Esquerdes, A. Collet
  - À propos du château de Crèvecœur-le-Grand, la patrie du maréchal d'Esquerdes, A. Collet
  - biographie chronologique des barons et seigneurs d'Etnes, depuis le XVe siècle, A. Collet
- Mémoires de la Société académique de l'arrondissement de Boulogne-sur-Mer, tome XXIX, 1921
  - L'autonomie du Boulonnais au XVIIIe siècle, G. Deamotte[3]
- Mémoires de la Société académique du Boulonnais, tome XXIX, 1995-2002[4]

## Exposition
- Les dieux et les morts : collections d'antiquités romaines du Château-musée de Boulogne-sur-Mer, salles souterraines du Château-musée, 1990.